# Église Saint-Jacques de Chaumeil
Pour les articles homonymes, voir Église Saint-Jacques.
L'église Saint-Jacques de Chaumeil est une église du XVe siècle située sur la commune de Chaumeil, dans le département de la Corrèze, en France.

## Description
C'est une église avec une nef datée de 1619 avec clocher carré renforcé et un portail gothique à pinacle sous un porche.

## Localisation
Elle se trouve à 633 m d'altitude, au village, à proximité de la RD 121 et face à la mairie.

## Historique
L'église date du XVe siècle modifiée durant la première moitié du XVIIe siècle et remaniée au XVIIIe siècle .
Elle fait l'objet d'une inscription partielle au titre des monuments historiques par arrêté du 26 janvier 1927 pour son porche.

## Galerie

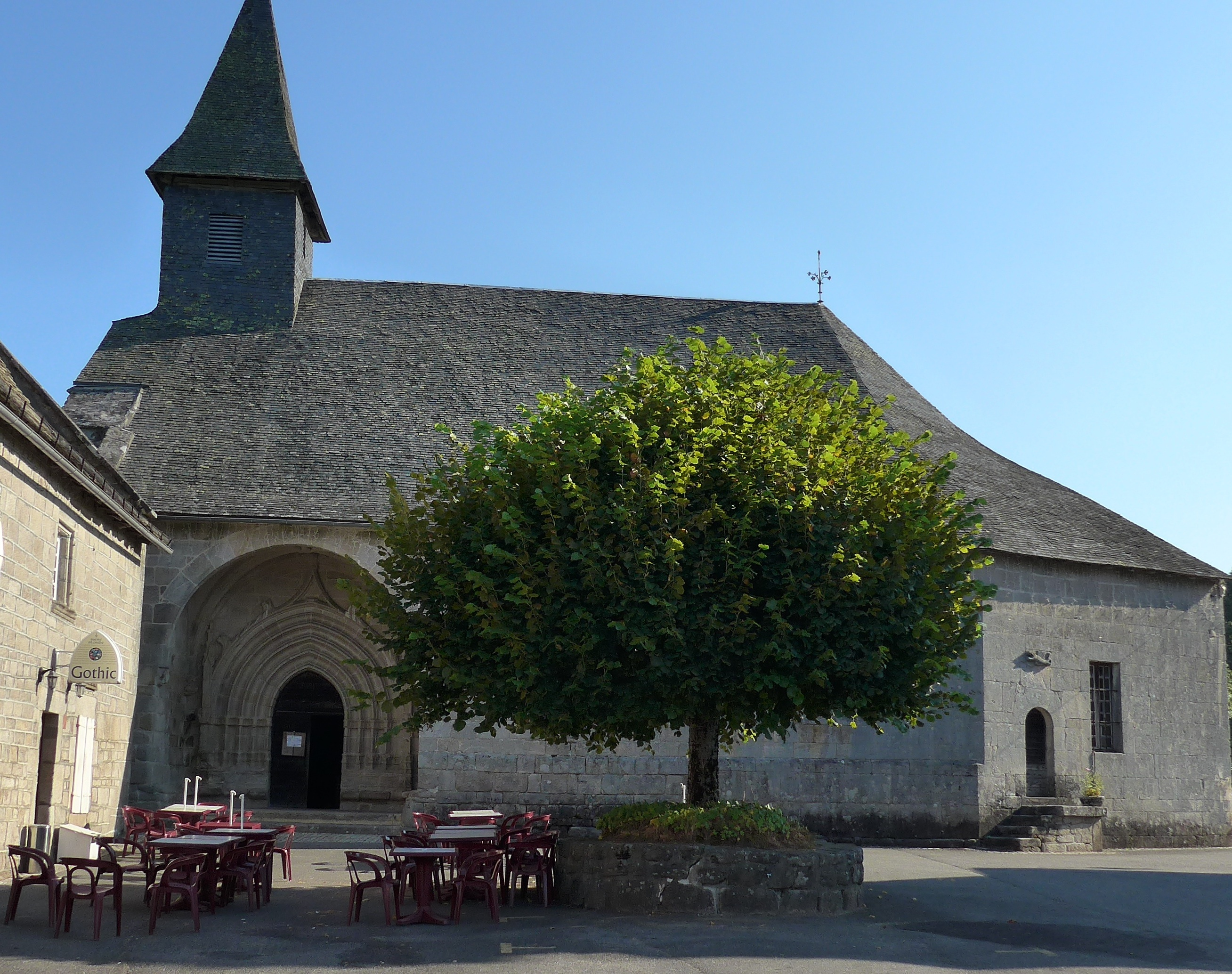
L'église de Chaumeil.
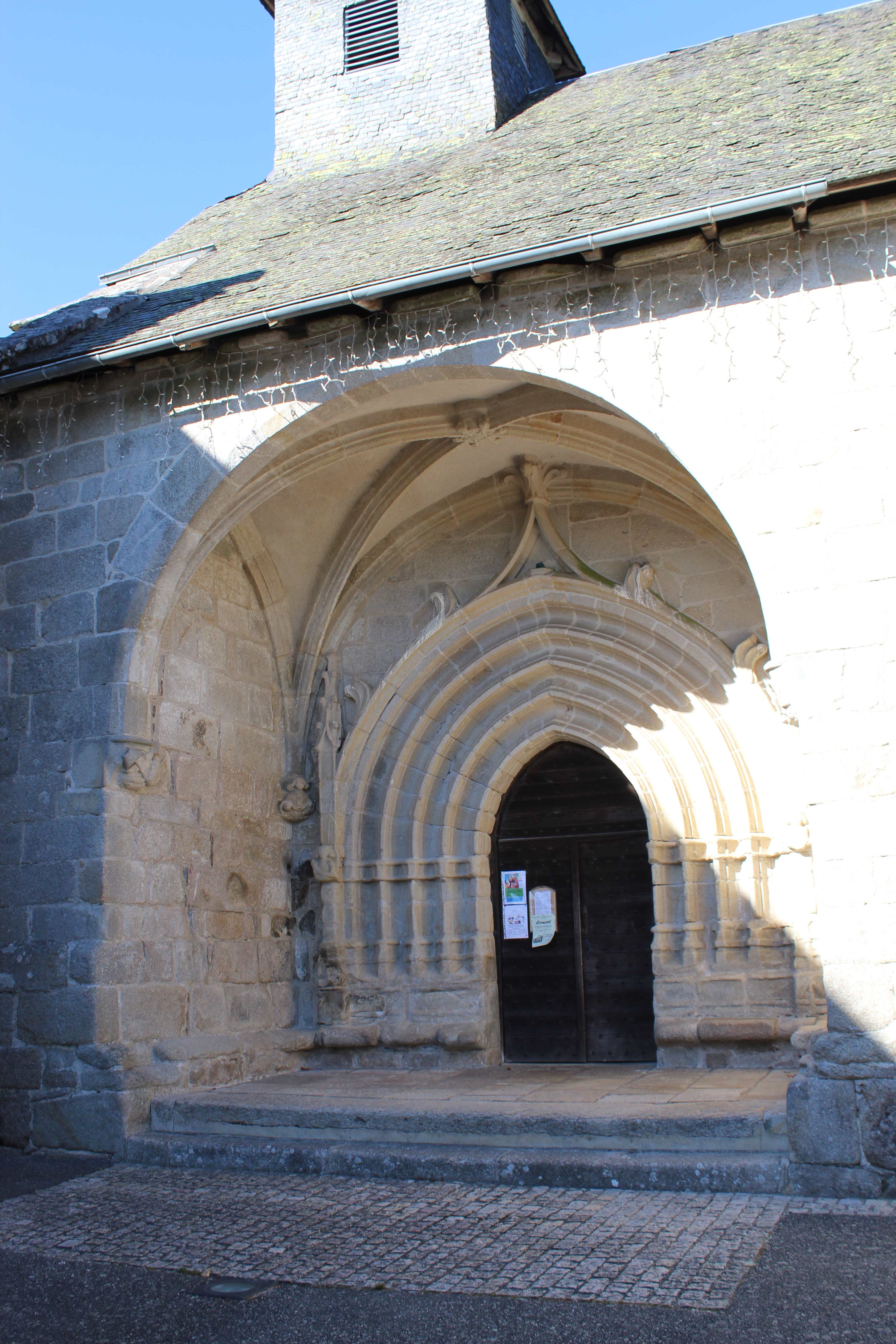
Le porche de l'église.
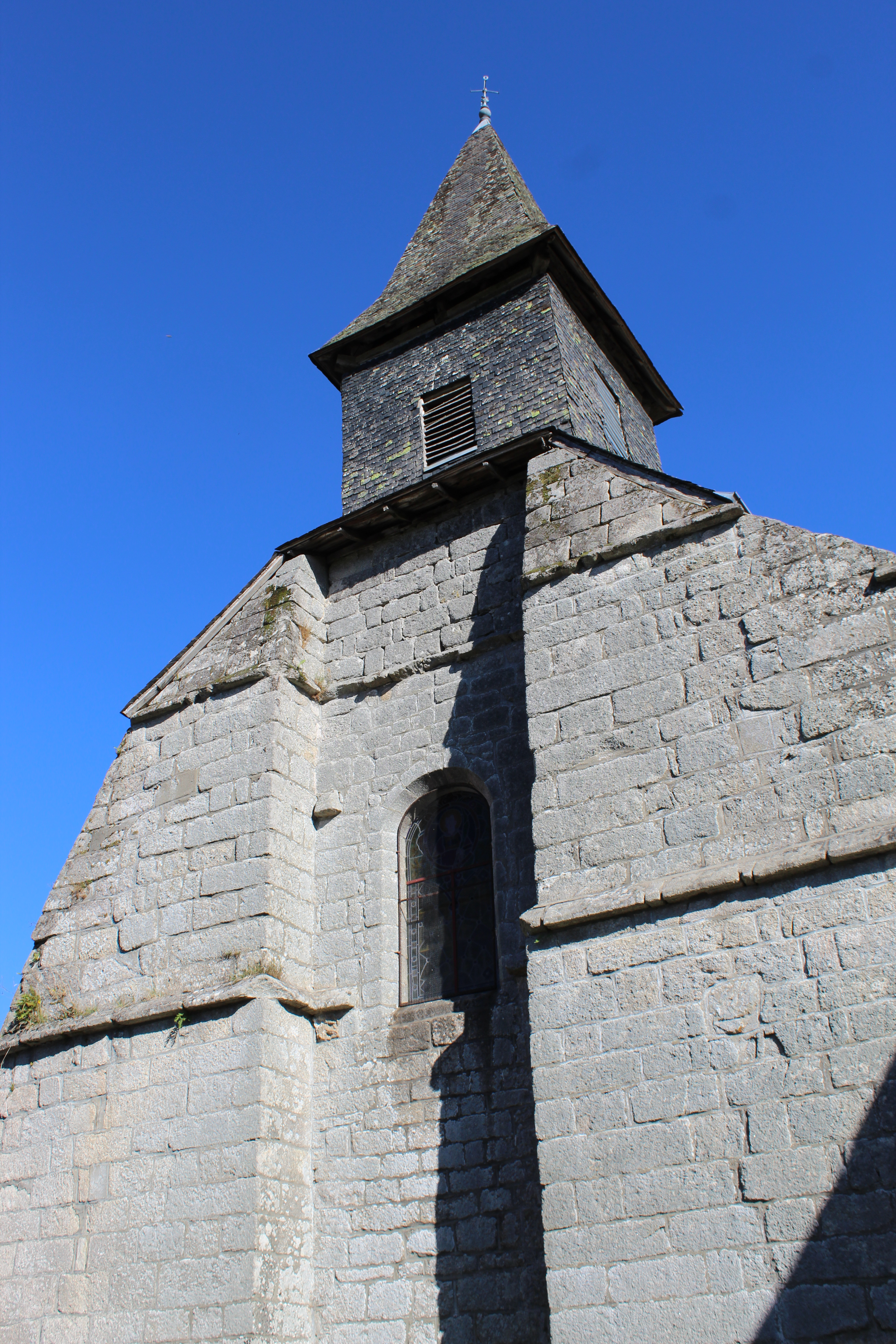
Le clocher.
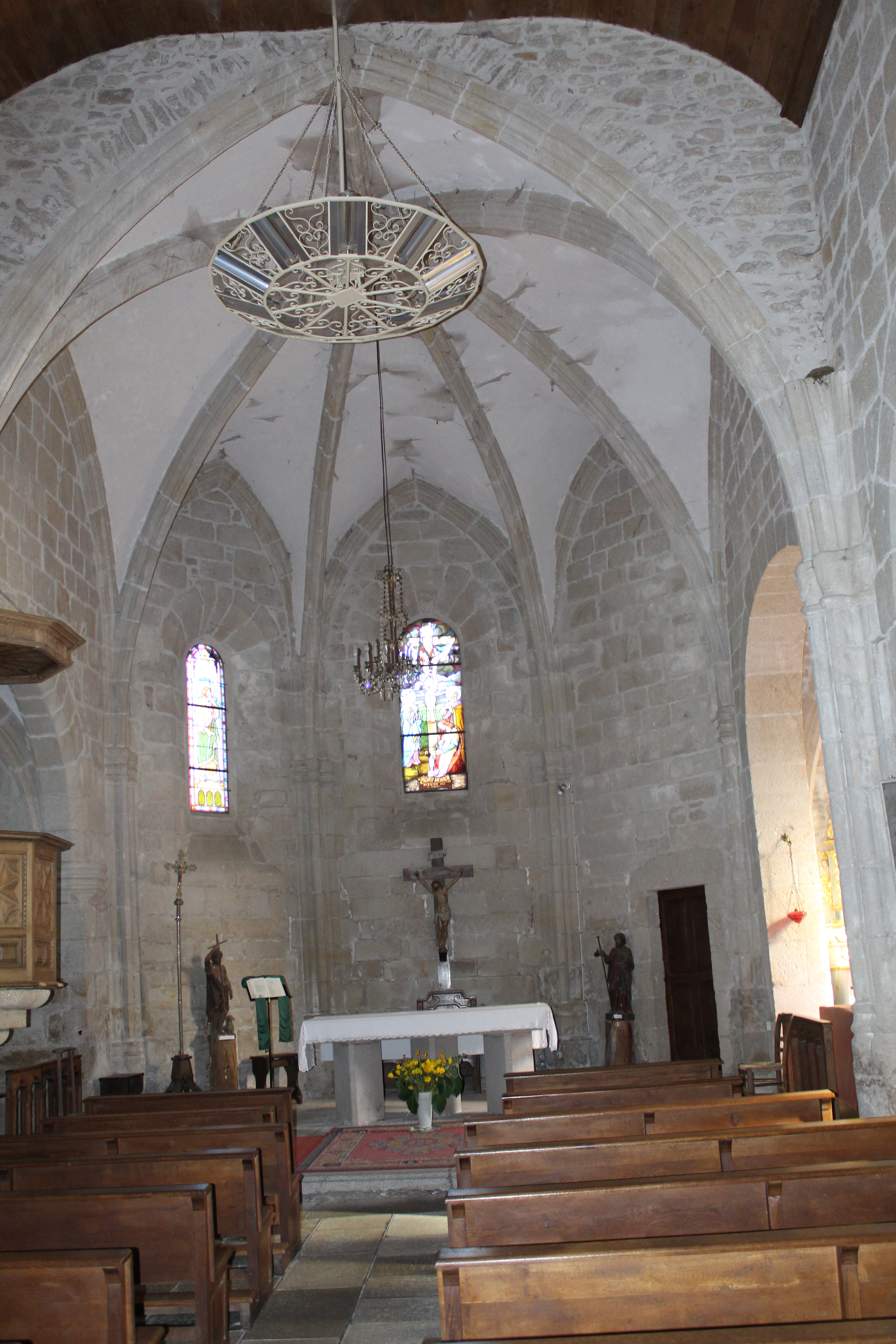
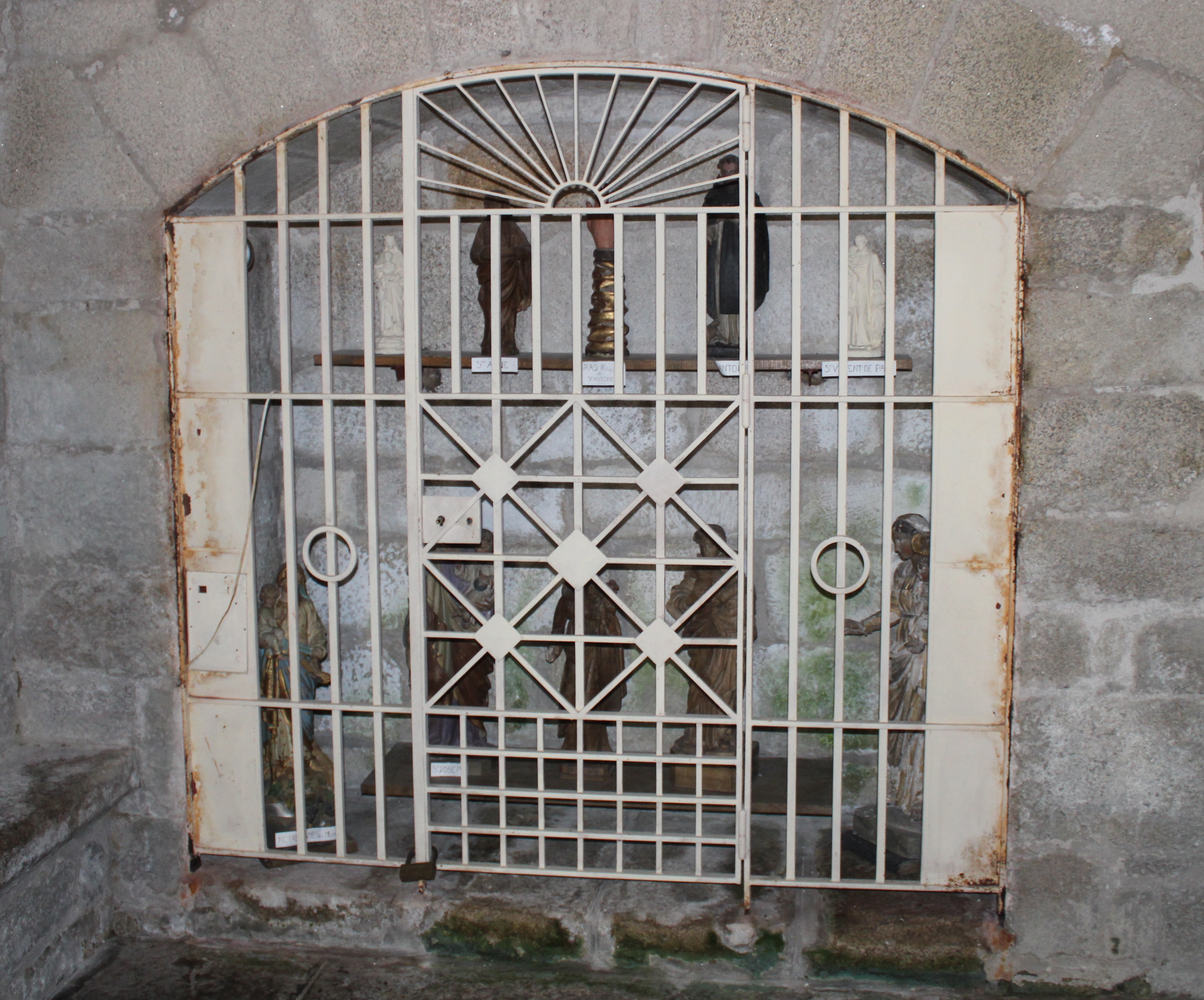
Le trésor.
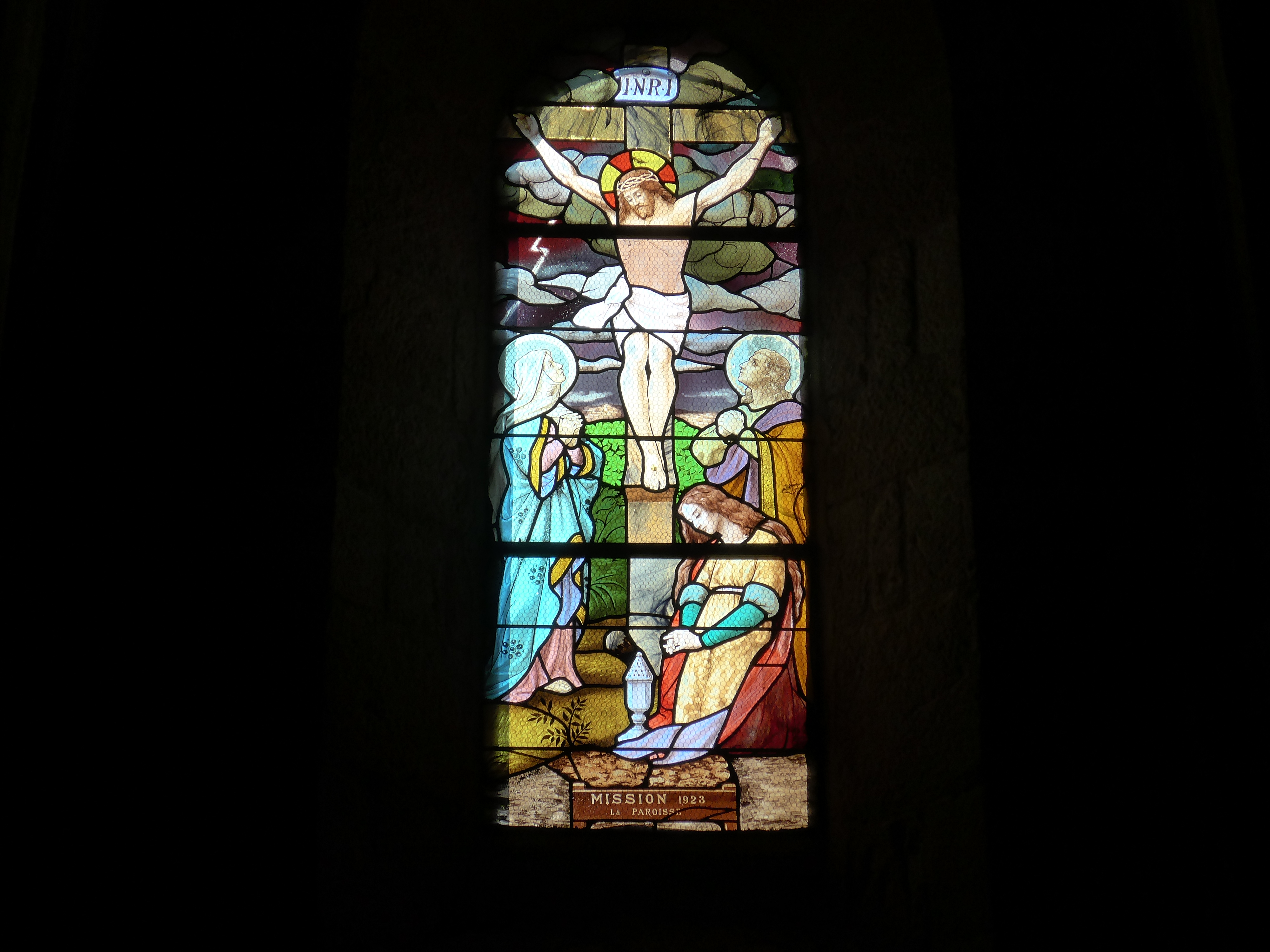
Vitrail.
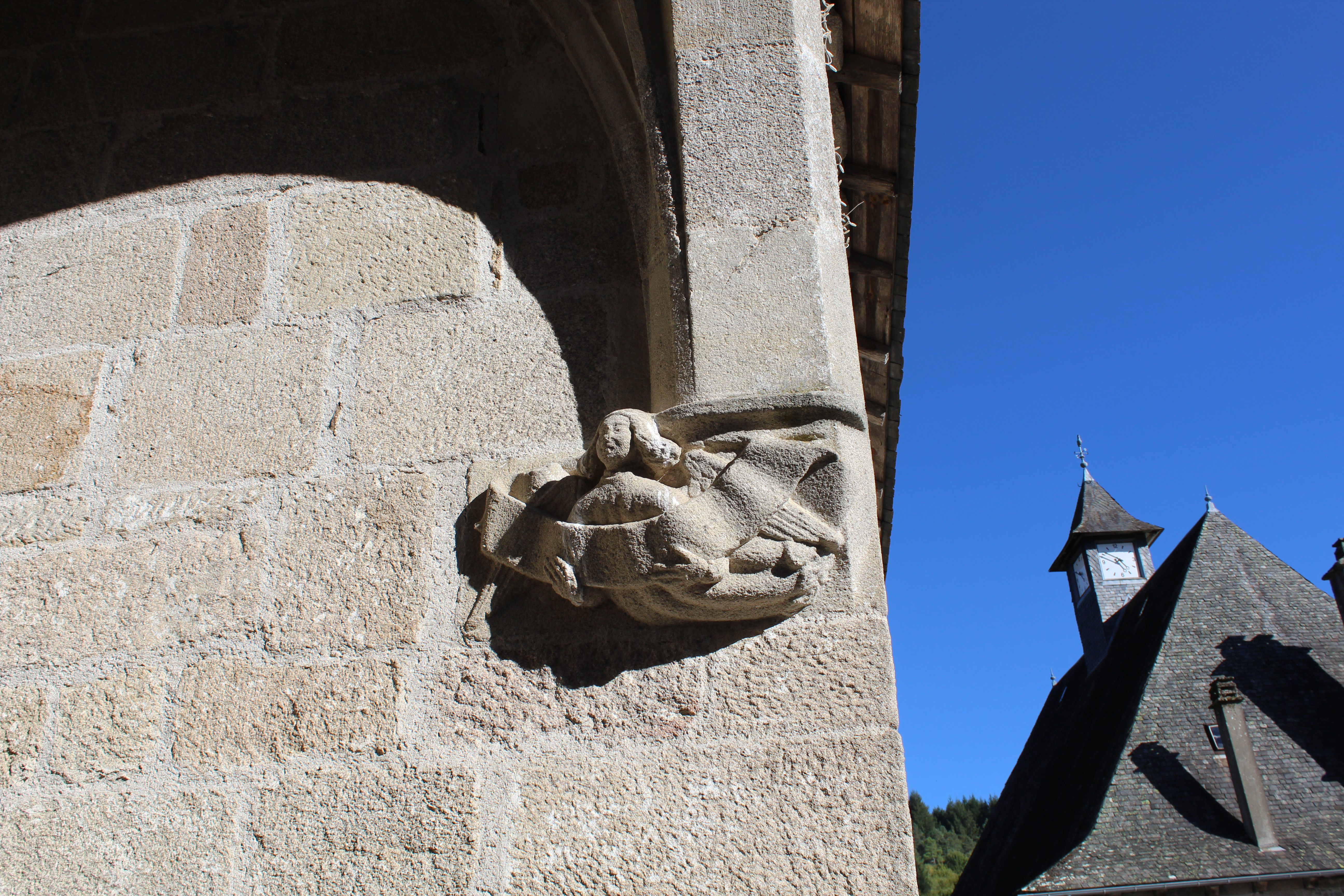
Cul-de-lampe: ange.
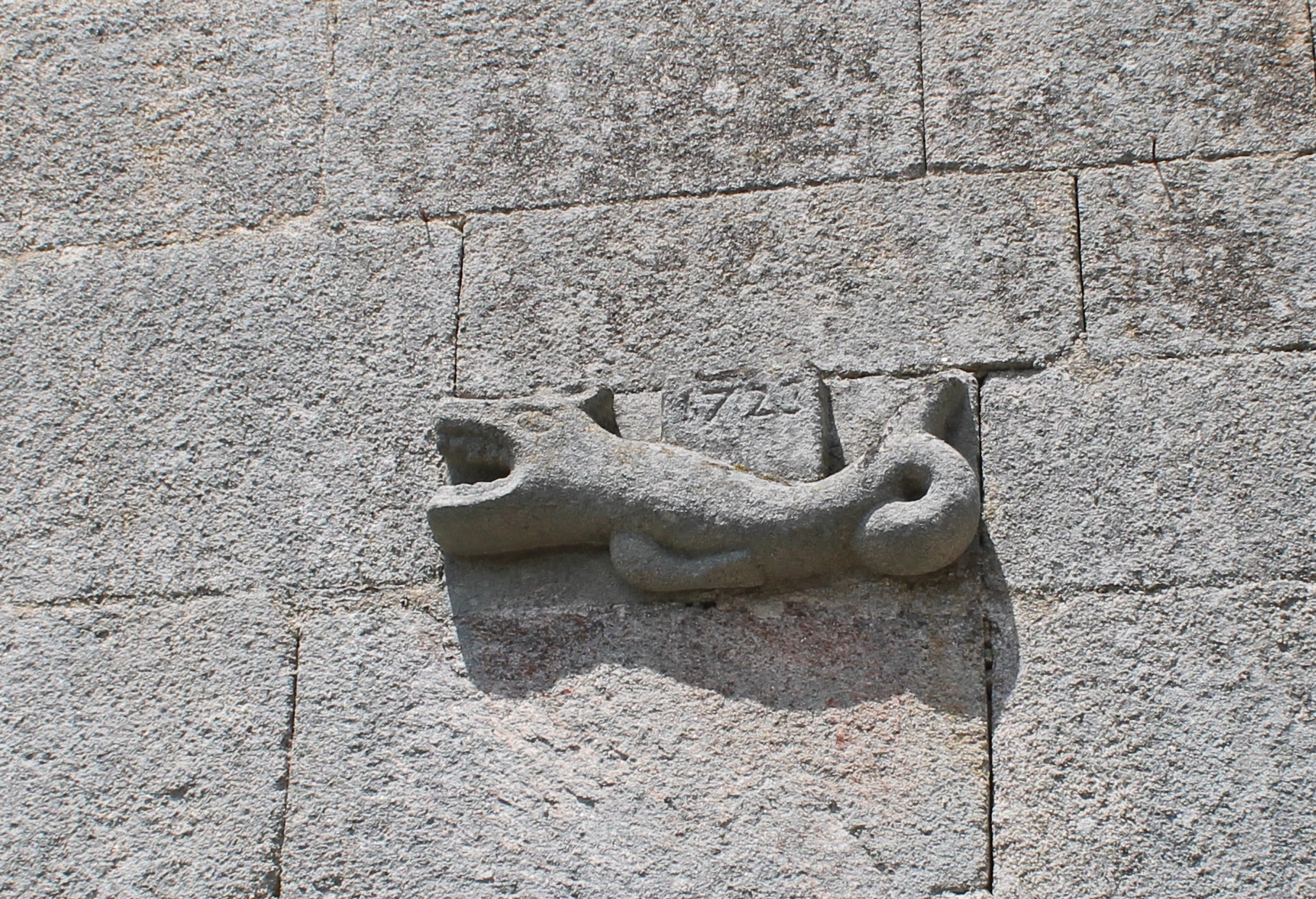
Sculpture extérieure la Salamandre datée de 1723.

## Mobilier
La base Palissy inventorie et décrit sept objets protégés dont une statue de saint Jacques-le-Majeur, une pieté et un bras reliquaire.

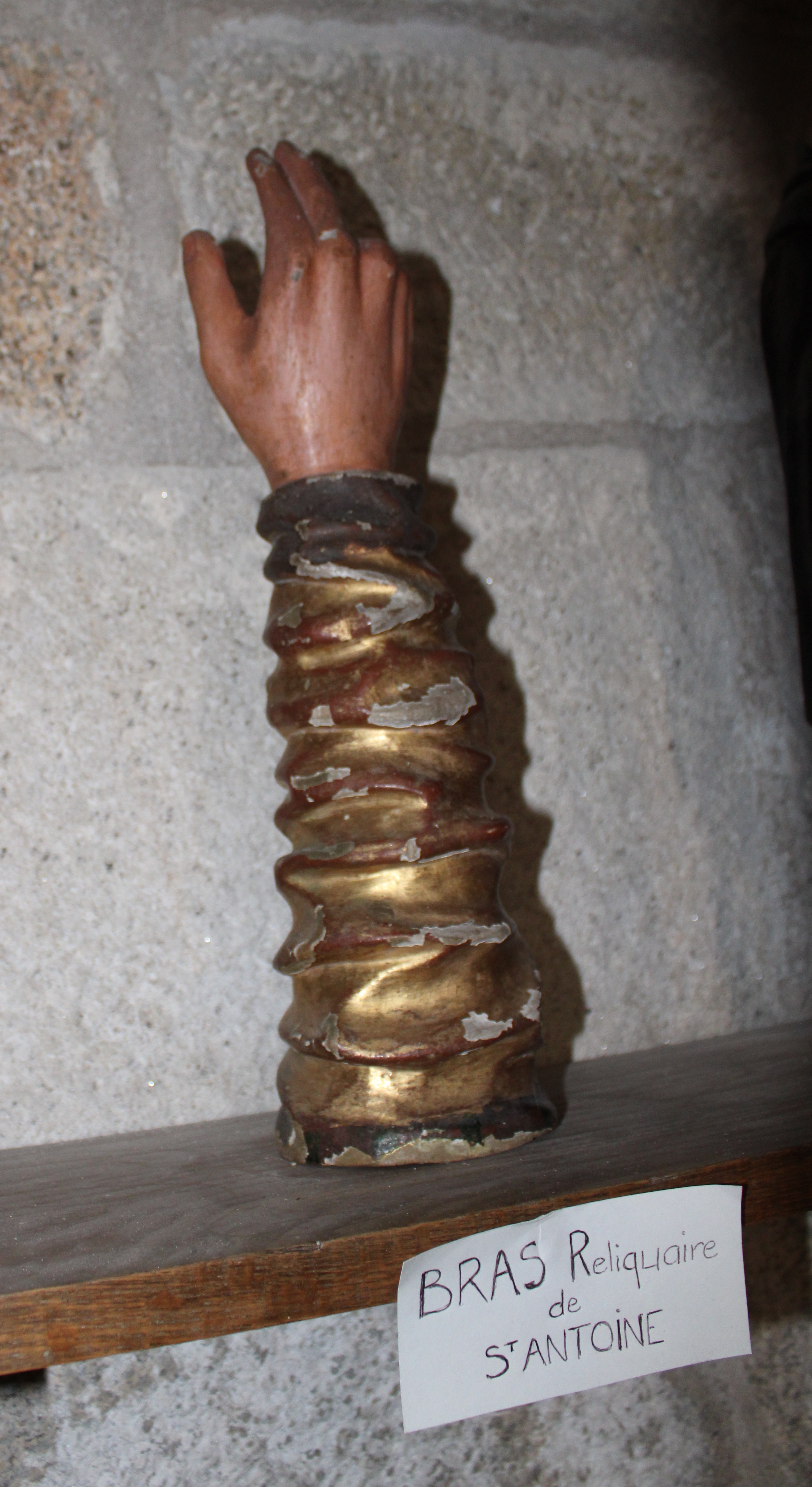
Bras reliquaire de saint Antoine d'Egypte.
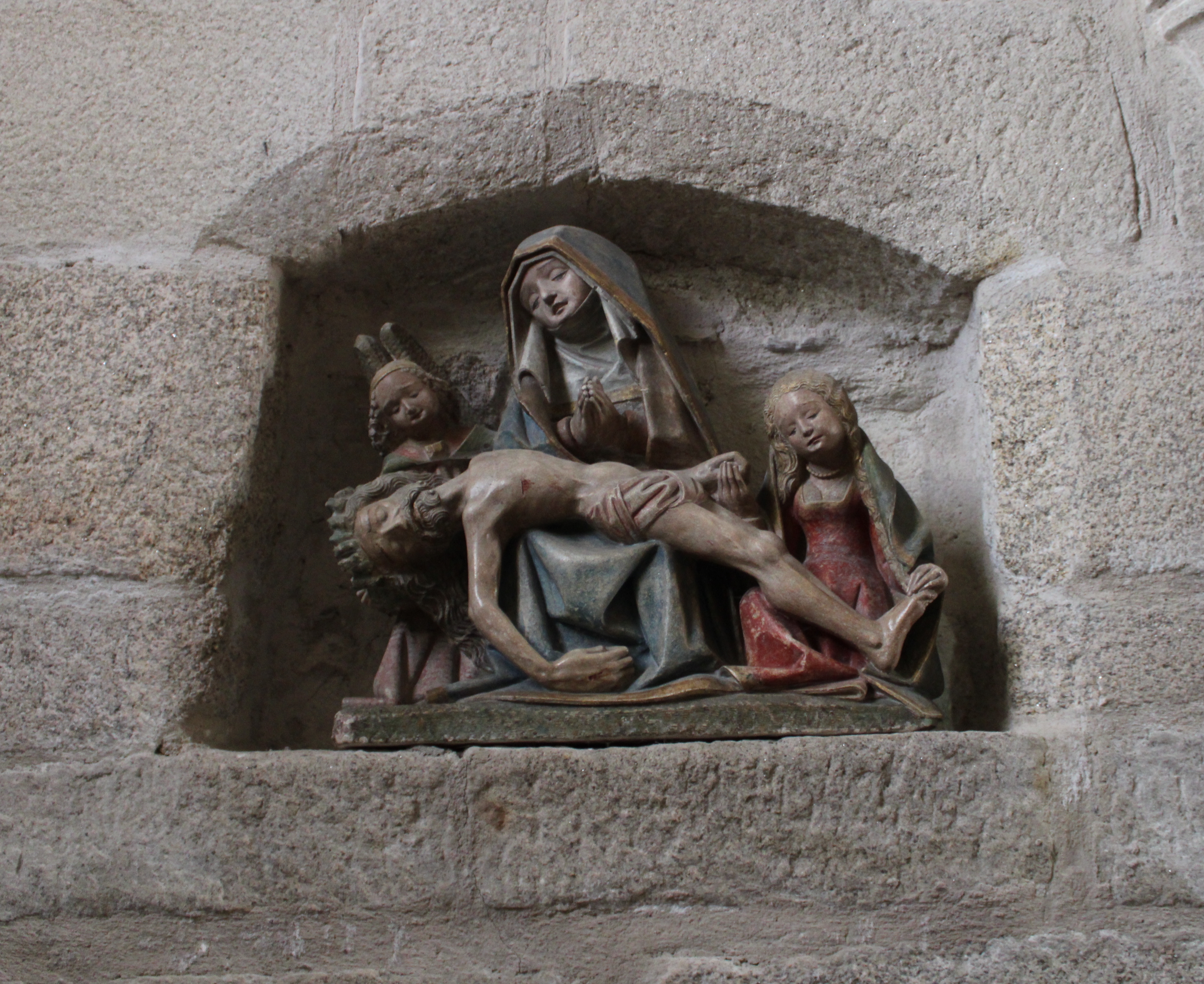
Groupe sculpté: Vierge de Pitié antree sainte Madeleine et un ange.
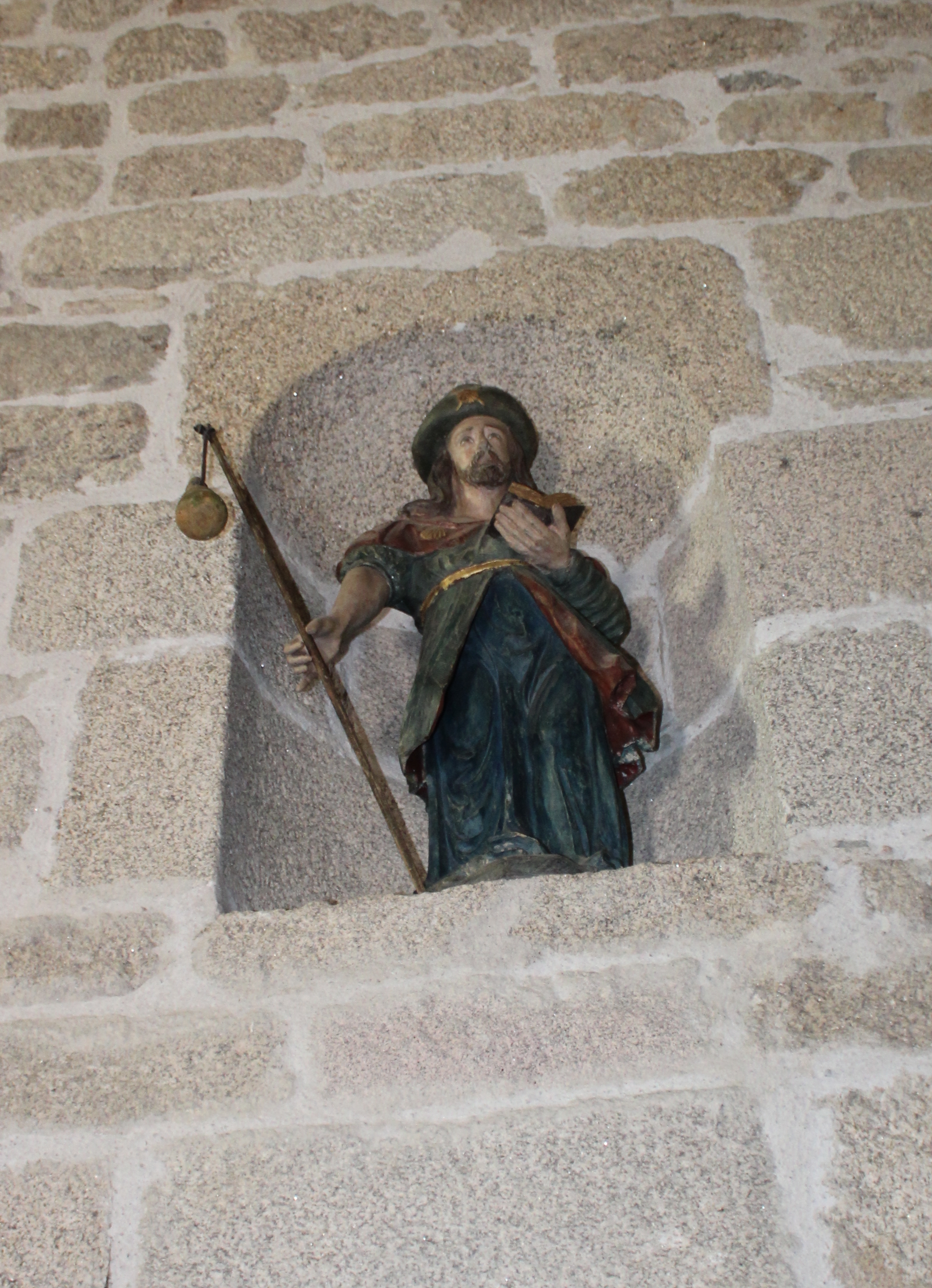
Statue demi-nature de saint Jacques le Majeur.